# Iphiaulax militaridis
Iphiaulax militaridis är en stekelart som beskrevs av Roy D. Shenefelt 1978. Iphiaulax militaridis ingår i släktet Iphiaulax och familjen bracksteklar. Inga underarter finns listade i Catalogue of Life.